# Station Muizen
Station Muizen is een spoorwegstation in Muizen, een deelgemeente van de stad Mechelen op spoorlijn 53 (Schellebelle - Mechelen - Leuven). Het is een station zonder loketten.
Van hier vertrekt ook spoorlijn 27B (Muizen - Mechelen-Nekkerspoel).
Het station ligt naast het rangeerterrein Muizen-goederen.

## Treindienst
| Serie       | Treinsoort          | Route                                                    | Bijzonderheden                                              |
| ----------- | ------------------- | -------------------------------------------------------- | ----------------------------------------------------------- |
| IC 21       | Intercity (NMBS)    | Gent-Sint-Pieters – Mechelen – Muizen – Leuven           | Rijdt in het weekend Mechelen - Leuven.                     |
| L 2750      | L-trein (NMBS)      | Leuven – Muizen – Mechelen – Sint-Niklaas                | Rijdt in het weekend enkel tussen Mechelen en Sint-Niklaas. |
| S 4         | GEN (NMBS)          | Aalst – Brussel-Schuman – Muizen – Mechelen              | Rijdt alleen op werkdagen.                                  |
| P 7390/8390 | Piekuurtrein (NMBS) | [ Sint-Niklaas – ] / [ Dendermonde – ] Mechelen – Leuven | Rijdt alleen op werkdagen.                                  |

## Galerij

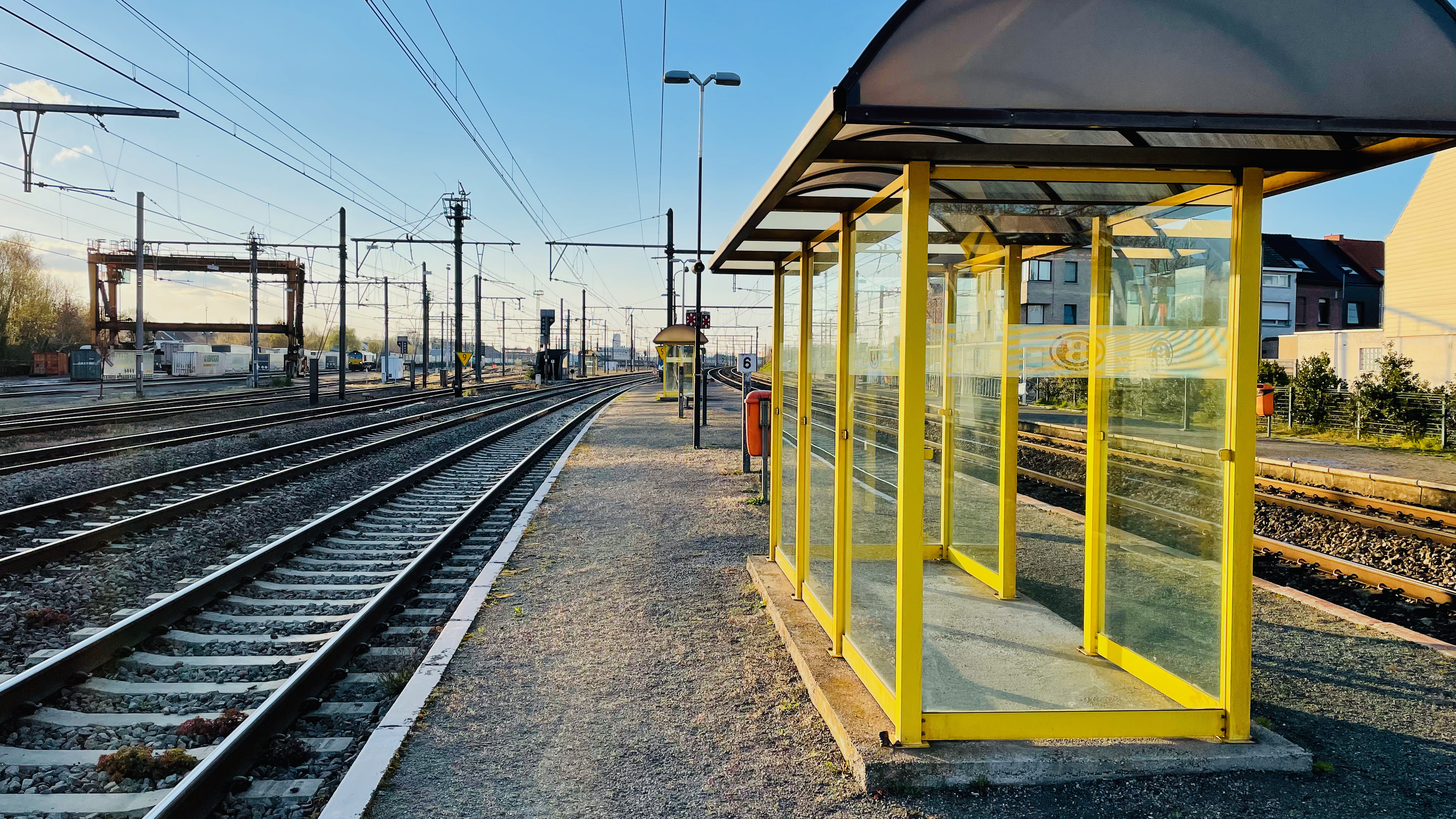
Zicht op de perrons
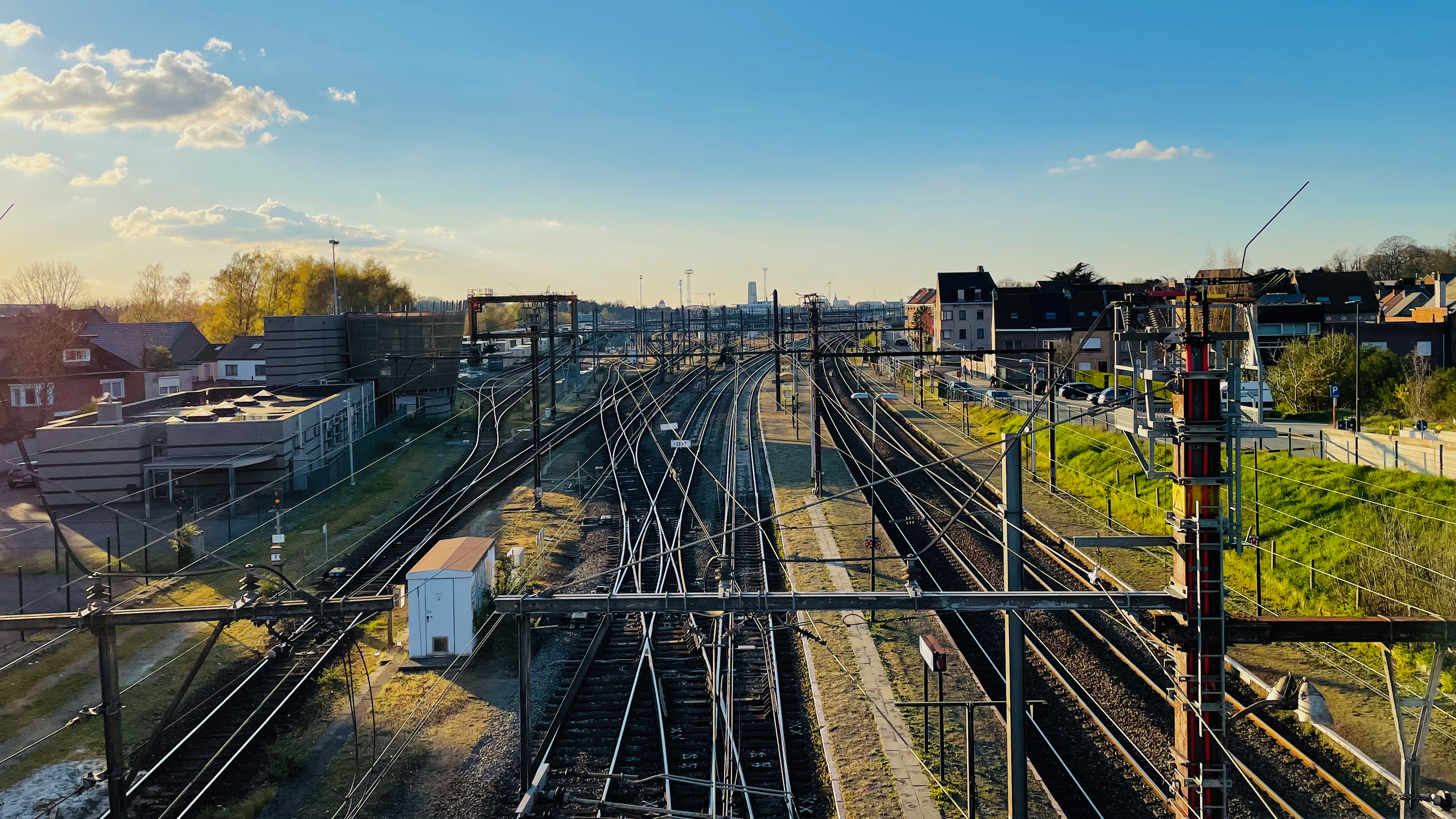
Zicht op de sporen

## Reizigerstellingen
De grafiek en tabel geven het gemiddeld aantal instappende reizigers weer op een week-, zater- en zondag.
| Tabel: aantal instappende reizigers station Muizen | Tabel: aantal instappende reizigers station Muizen | Tabel: aantal instappende reizigers station Muizen | Tabel: aantal instappende reizigers station Muizen |
|                                                    | Weekdag                                            | Zaterdag                                           | Zondag                                             |
| -------------------------------------------------- | -------------------------------------------------- | -------------------------------------------------- | -------------------------------------------------- |
| 1977                                               | 163                                                | 10                                                 | 12                                                 |
| 1978                                               | 146                                                | 8                                                  | 10                                                 |
| 1979                                               | 142                                                | 17                                                 | 9                                                  |
| 1980                                               | 125                                                | 7                                                  | 5                                                  |
| 1981                                               | 154                                                | 11                                                 | 10                                                 |
| 1982                                               | 127                                                | 7                                                  | 6                                                  |
| 1983                                               | 149                                                | 11                                                 | 5                                                  |
| 1984                                               | 182                                                | 10                                                 | 17                                                 |
| 1985                                               | 181                                                | 15                                                 | 11                                                 |
| 1986                                               | 89                                                 | 13                                                 | 15                                                 |
| 1987                                               | 129                                                | 10                                                 | 10                                                 |
| 1988                                               | 133                                                | 14                                                 | 9                                                  |
| 1989                                               | 131                                                | 8                                                  | 6                                                  |
| 1990                                               | 134                                                | 27                                                 | 8                                                  |
| 1991                                               | 112                                                | 7                                                  | 9                                                  |
| 1992                                               | 126                                                | 15                                                 | 14                                                 |
| 1993                                               | 123                                                | 10                                                 | 15                                                 |
| 1994                                               | 133                                                | -                                                  | -                                                  |
| 1995                                               | 107                                                | -                                                  | -                                                  |
| 1996                                               | 144                                                | -                                                  | -                                                  |
| 1997                                               | 151                                                | -                                                  | -                                                  |
| 1998                                               | 206                                                | 12                                                 | 64                                                 |
| 1999                                               | 184                                                | 30                                                 | 38                                                 |
| 2000                                               | 224                                                | 25                                                 | 38                                                 |
| 2001                                               | 178                                                | 22                                                 | 27                                                 |
| 2002                                               | 189                                                | 38                                                 | 53                                                 |
| 2003                                               | 214                                                | 36                                                 | 98                                                 |
| 2004                                               | 198                                                | 27                                                 | 85                                                 |
| 2005                                               | 210                                                | 38                                                 | 40                                                 |
| 2006                                               | 210                                                | 34                                                 | 52                                                 |
| 2007                                               | 230                                                | 32                                                 | 32                                                 |
| 2008                                               | -                                                  | -                                                  | -                                                  |
| 2009                                               | 161                                                | 27                                                 | 41                                                 |
| 2010                                               | -                                                  | -                                                  | -                                                  |
| 2011                                               | -                                                  | -                                                  | -                                                  |
| 2012                                               | 180                                                | 59                                                 | 54                                                 |
| 2013                                               | 211                                                | 50                                                 | 45                                                 |
| 2014                                               | 232                                                | 30                                                 | 62                                                 |
| 2015                                               | 187                                                | 49                                                 | 75                                                 |
| 2016                                               | 180                                                | -                                                  | 19                                                 |
| 2017                                               | 194                                                | 36                                                 | 58                                                 |
| 2018                                               | 209                                                | 54                                                 | 79                                                 |
| 2019                                               | 204                                                | 75                                                 | 99                                                 |
| 2020                                               | 101                                                | 47                                                 | 46                                                 |
| 2021                                               | -                                                  | -                                                  | -                                                  |
| 2022                                               | 262                                                | 132                                                | 157                                                |
| 2023                                               | 253                                                | 106                                                | 131                                                |
| 2024                                               | 272                                                | 96                                                 | 78                                                 |

Heike ·
Hombeek ·
Mechelen ·
Mechelen-Brusselsesteenweg ·
Mechelen-Kanaal ·
Mechelen-Nekkerspoel ·
Muizen ·
Muizen Goederen
1,9: Hofstade ·
5,3: Muizen ·
8,3: Mechelen-Nekkerspoel
0,0: Schellebelle ·
2,8: Wichelen ·
5,8: Schoonaarde ·
9,7: Oudegem ·
12,5: Dendermonde ·
16,2: Baasrode-Zuid ·
18,2: Koude Haard ·
19,6: Buggenhout ·
21,6: Malderen ·
23,3: Molenheide ·
26,4: Londerzeel ·
28,2: Londerzeel-Oost ·
29,0: Ramsdonk ·
31,0: Kapelle-op-den-Bos ·
34,9: Heike ·
36,6: Hombeek ·
38,8: Brusselsesteenweg ·
39,6: Mechelen ·
42,6: Muizen ·
44,5: Hever ·
46,2: Biststraat ·
48,1: Boortmeerbeek ·
51,4: Haacht ·
52,5: Wespelaar-Heike ·
53,4: Wespelaar-Tildonk ·
55,8: Hambos ·
58,3: Wakkerzeelsesteenweg ·
59,4: Wijgmaal ·
64,1: Leuven